# Mircea Demetriade
Mircea Demetriade  (1861-1914) fue un periodista, publicista y dramaturgo rumano.

## Biografía
Nació el 2 de septiembre de 1861 en la localidad de Ocnele Mari, perteneciente al condado de Râmnicu-Vâlcea.  Publicista y autor dramático, asistió sólo a cinco clases de secundaria y luego ingresó al Conservatorio de Declamación.  Colaborador de varios periódicos políticos y literarios, escribió Fabule, Versuri (1880-1889), Făt Frumos (1884), y para teatro Renegalul (melopea en 3 actos en verso), Un amic (comedia en 2 actos en verso), In noaptea nunţei (un acto en verso) y Visul lui Ali. Falleció el 11 de septiembre de 1914.